# Waromierz
Waromierz – przyrząd przeznaczony do pomiaru mocy biernej w układach elektrycznych prądu przemiennego o budowie zbliżonej do watomierza, różnica polega na tym iż we wskazaniach uwzględnia on wartość sinusa kąta przesunięcia pomiędzy prądem i napięciem. Jego wskazania wzorcowane są w warach [var]. Wskazania waromierza mogą być zarówno dodatnie (moc bierna o charakterze indukcyjnym) jak i ujemne (moc bierna o charakterze pojemnościowym).
Dawniej, waromierz realizowano przeważnie za pomocą konstrukcji watomierza, który podłączano wraz z dodatkową cewką szeregową do układu Hummla – zapewniało to uzyskanie przesunięcia fazowego o 90°, niezbędnego do poprawnego pomiaru mocy biernej. Niemniej jednak, ustawienia układu Hummla były poprawne tylko dla jednej określonej częstotliwości (np. 50 Hz), co stwarzało dodatkowe kłopoty pomiarowe (konieczność każdorazowej regulacji układu).
Waromierz jest najczęściej urządzeniem przeznaczonym do pomiaru mocy biernej w układach prądu przemiennego jednofazowego. Mechaniczne mierniki są wyposażone w ustrój elektrodynamiczny lub ferrodynamiczny. Stosuje się również ustrój indukcyjny lub elektroniczny, w których moc czynna jest wyliczana bezpośrednio z przebiegów prądu i napięcia – nie ma więc potrzeby używania układu Hummla.
W przypadku przebiegów sinusoidalnych wskazanie waromierza jest proporcjonalne do wartości mocy biernej w układzie:
{\displaystyle Q=U\cdot I\cdot \sin(\phi )}
gdzie: Q – moc bierna, U – napięcie, I – natężenie prądu, φ – przesunięcie fazowe.